# Мала Вовча
Мала́ Вовча — село в Україні, у Вовчанській міській громаді Чугуївського району Харківської області. Населення становить 563 осіб. До 2020 орган місцевого самоврядування — Охрімівська сільська рада.

## Географія
Село Мала Вовча знаходиться на річці Вовча, за 3 км від кордону з Росією, вище за течією за 3 км розташоване село Миколаївка, нижче за течією — село Охрімівка, на відстані 2 км знаходиться село Хрипуни.

## Історія
Село засноване в 1748 році.
За даними на 1864 рік у власницькій слободі Першій Малій Вовчій Волохівської волості Вовчанського повіту мешкало 996 осіб (546 чоловічої статі та 552 — жіночої), налічувалось 129 дворових господарств, існували православна церква та вівчарний завод.
Станом на 1914 рік кількість мешканців села зросла до 2084 осіб.
Під час організованого радянською владою Голодомору 1932—1933 років помер щонайменше 201 житель села.
12 червня 2020 року, відповідно до Розпорядження Кабінету Міністрів України  № 725-р «Про визначення адміністративних центрів та затвердження територій територіальних громад Харківської області», увійшло до складу Вовчанської міської громади.
19 липня 2020 року, в результаті адміністративно-територіальної реформи та ліквідації Вовчанського району, село увійшло до складу Чугуївського району.
5 грудня 2022 року - зазнало обстрілів з різнокаліберної артилерії з боку російського агресора.

## Пам'ятки
- Ботанічний заказник загальнодержавного значення «Вовчанський».